# زولکران
زولکران (به لاتین: Zolkəran یا Zolgəran یا Zolgörən) یک منطقه مسکونی در جمهوری آذربایجان است که در شهرستان ترتر واقع شده است. زولکران ۳۰۰ نفر جمعیت دارد.